# Charley Chase
Charles Joseph Parrott (20 oktober 1893 – 20 juni 1940), bekend onder zijn artiestennaam Charley Chase, was een Amerikaanse komiek, acteur, scenarioschrijver en filmregisseur. Hij werkte voor veel baanbrekende comedystudio's, maar wordt voornamelijk geassocieerd met producer Hal Roach en de Hal Roach Studio's. Chase was de oudere broer van komiek en regisseur James Parrott die veel Laurel & Hardy films schreef en regisseerde.  

## Levensloop

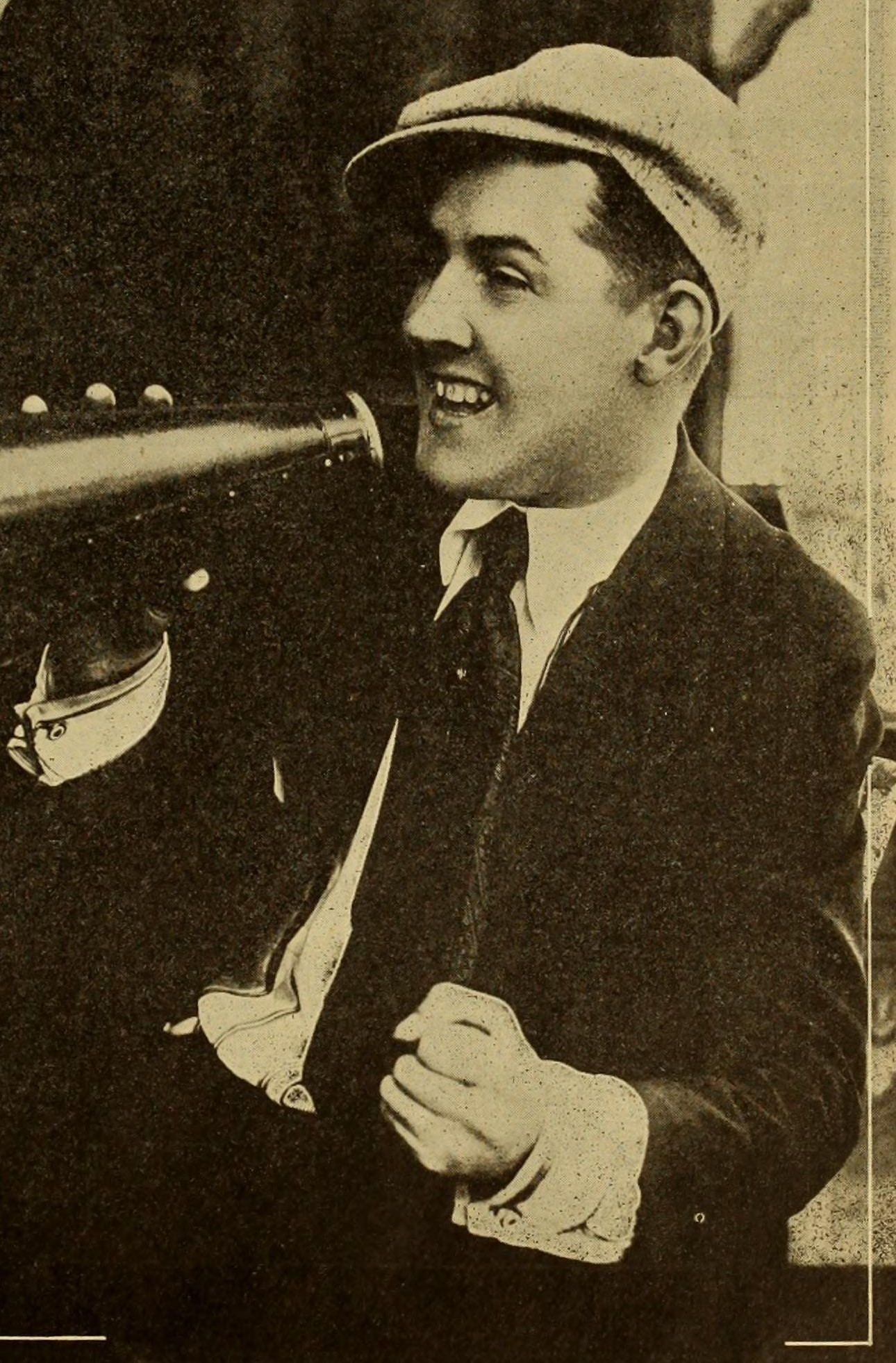
Chase als regisseur, 1916

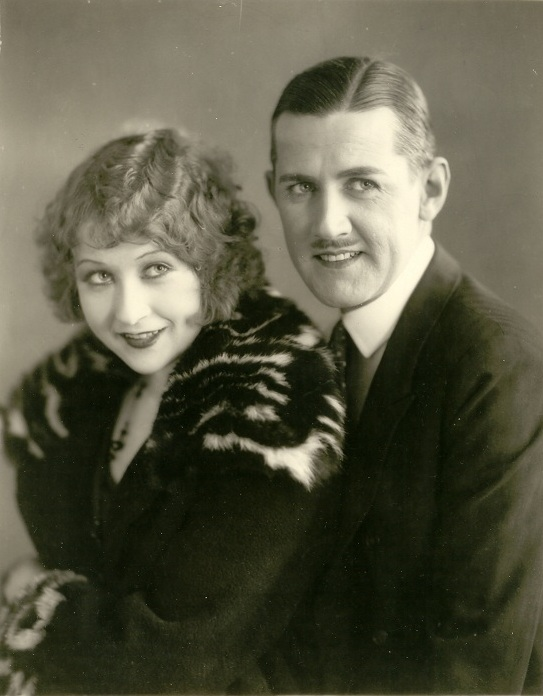
Katherine Grant en Charley Chase op een publiciteitsfoto

Charley Chase, geboren als Charles Joseph Parrott, werd geboren op 20 0ktober 1893 in Baltimore, Maryland. Als tiener trad hij op in diverse vaudeville producties en begon zijn filmcarrière in 1912 bij de Christie Film Company. Hij verruilde in 1914 de Christe Film Compay voor Keystone Studios, waar hij verscheen in kleine bijrollen in films van Mack Sennett en Charlie Chaplin. In 1915 speelde hij zijn eerste grote rollen in de Keystone Cops en regisseerde hij enkele films als Charles Parrott. Zijn Keystone ervaringen waren goed genoeg om hem vast werk te bezorgen als komedieregisseur bij andere gezelschappen; hij regisseerde veel komedies van Chaplin-imitator Billy West, waarin een jonge Oliver Hardy steevast als slechterik speelde.
Hij werkte bij Henry Lehrman's L-KO Kompany in de laatste maanden van diens bestaan. In 1920 begon Chase te werken als filmregisseur voor de Hal Roach-studio. Een van zijn opmerkelijke eerste klussen voor Roach was het begeleiden van de eerste kindacteurs in de Our Gang- serie. Chase werd eind 1921 directeur-generaal van de Hal Roach-studio en hield toezicht op de productie van alle Roach-series, met uitzonderingen van de komedies van Harold Lloyd. Na het vertrek van Lloyd uit de studio in 1923 kwam Chase zelf weer voor de camera met zijn eigen serie korte films, waarbij hij zijn pseudoniem Charley Chase aannam.
Chase was een meester in de komedie van schaamte, en speelde daarom vaak ongelukkige jonge zakenlieden of verwarde echtgenoten in tientallen komische situaties. Zijn vaste  filmpersonages waren die van een aardige jongeman met een keurige snor en gewone straatkleding Dit onderscheidde hem van de clowneske make-up, gekke of ongebruikelijke kostuums die zijn collega-komieken gebruikten. In zijn vroegste Roach-korte films speelde hij de rol van een ongelukkige kerel genaamd "Jimmie Jump" in komedies van één rol (10 minuten).
De eerste Chase-serie was succesvol en werd uitgebreid naar twee rollen (20 minuten); dit zou de standaardlengte worden voor Chase-komedies, afgezien van een paar lange speelfilms met drie rollen. De regie van de Chase-serie werd overgenomen door Leo McCarey, die in samenwerking met Chase de komische stijl van de serie vormde: karakterisering en farce in plaats van knock-out slapstick. Sommige korte films van Chase uit de jaren twintig, met name Mighty Like a Moose, Crazy Like a Fox, Fluttering Hearts en Limousine Love, worden vaak beschouwd als een van de beste op het gebied van stille komedie. Chase bleef de leidende factor achter de films en assisteerde anoniem bij het regisseren, schrijven en monteren.
Chase ging in 1929 met gemak over op geluidsfilms en werd een van de meest populaire filmkomieken van die periode. Hij bleef zeer productief in het 'talkie-tijdperk', waarbij hij vaak zijn fijne zangstem liet horen en zijn humoristische, zelfgeschreven liedjes opnam in zijn komische korte films. De tweerollenserie The Pip uit Pittsburg, uitgebracht in 1931 met Thelma Todd in de hoofdrol, is een van de meest gevierde Charley Chase-komedies uit het geluidstijdperk. Gedurende het decennium bleven de korte films van Charley Chase naast Laurel en Hardy en Our Gang de kern van de Roach-studio vormen. Chase was te zien in een bijrol in de Laurel and Hardy-film Sons of the Desert. Laurel en Hardy zelf traden op als lifters in Chase's On the Wrong Trek (1936).
On the Wrong Trek zou de laatste korte film van Charley Chase zijn: in 1936 concentreerde producer Hal Roach zich op het maken van ambitieuze, lange speelfilms. Chase speelde een kleine rol in de Patsy Kelly -film Kelly the Second, en speelde in een lange komedie genaamd Bank Night, waarin de loterij uit de jaren dertig werd bespot. Deze speelfilm werd geplaagd door een groot aantal productieproblemen en de film werd drastisch teruggebracht tot twee rollen. Hierna werd Chase vervolgens ontslagen en verliet hiermee de Roach-studio.

## Laatste jaren en overlijden
In 1937 begon Chase te werken voor Columbia Pictures, waar hij de rest van zijn carrière doorbracht. Hij verkreeg een hoofdrol in zijn eigen serie komedies met twee rollen, en het produceren en regisseren van andere Columbia-komedies, waaronder die van The Three Stooges, Andy Clyde, Smith en Dale, Walter Catlett en Herman Bing. Hij regisseerde de klassieker Violent is the Word for Curly (1938) van de Stooges. Door deze film wordt hij vaak gecrediteerd voor het schrijven van het filmnummer " Swinging the Alphabet ",  het deuntje is echtr afkomstig van de 19e-eeuwse songwriter Septimus Winner. Recent onderzoek beweert dat de dienstmeid in dienst van de familie Chase het lied aan Chase introduceerde en het aan zijn dochters leerde. Chase's eigen korte films bij Columbia gaven de voorkeur aan bredere grappen en meer slapstick dan zijn eerdere, subtielere werk. Veel van Chase's films uit het Columbia tijdperk waren populair genoeg om in de jaren veertig opnieuw te worden gemaakt met andere komieken; Chase's The Heckler (1940) werd opnieuw gemaakt met Shemp Howard als Mr. Noisy (1946), en deThe Nightshirt Bandit (1938)  werd opnieuw gemaakt met Andy Clyde als Go Chase Yourself (1948) en Pardon My Nightshirt (1956).
Chase leed naar verluidt het grootste deel van zijn professionele carrière aan depressies en alcoholisme, en zijn tumultueuze levensstijl begon een ernstige tol te eisen van zijn gezondheid. Zijn haar was voortijdig grijs geworden en hij verfde het gitzwart voor zijn Columbia-komedies. Jaren later zei Hal Roach: "Ik heb hem nooit dronken in de studio gezien, en ik heb hem daarbuiten nooit nuchter gezien." 
Zijn jongere broer, komedieschrijver-regisseur James Parrott, kreeg last van persoonlijke problemen als gevolg van een medicamenteuze behandeling en stierf in 1939. Chase was er kapot van en zijn depressie verergerde hierdoor. Hij had eerder geweigerd zijn broer geld te geven om zijn drugsverslaving te bekostigen, en vrienden wisten dat hij zich verantwoordelijk voelde voor de dood van zijn jongere broer. Hij verwerkte het verlies door zich op zijn werk te storten en door zwaarder te drinken, ondanks waarschuwingen van artsen. De stress haalde hem uiteindelijk in; iets meer dan een jaar na de dood van zijn broer stierf Charley Chase op 20 juni 1940 in Hollywood, Californië aan een hartaanval. Hij ligt begraven op de Forest Lawn Memorial Park Cemetery nabij zijn vrouw Bebe Elting in Glendale, Californië.
Voor zijn bijdrage aan de filmindustrie ontving Charley Chase op 8 februari 1960 een ster op de Hollywood Walk of Fame met adres 6630 Hollywood Boulevard.

## Vernieuwde interesse
Sinds de jaren negentig is er een heropleving van de belangstelling voor de films van Charley Chase, grotendeels dankzij de toegenomen beschikbaarheid van zijn komedies. In 1996 werd een uitgebreide website gelanceerd, The World of Charley Chase, waarin zijn leven en werk uitgebreid is onderzocht en gepubliceerd. Twee boeken gewijd aan Chase volgden: een biografie, Smile When the Raindrops Fall, werd gepubliceerd in 1998; Het Charley Chase Scrapbook, samengesteld uit Chase's eigen fotocollecties, geschriften en souvenirs, werd in 2016 gepubliceerd.
Chase's geluidskomedies voor Hal Roach werden eind jaren negentig kort op televisie uitgezonden op het kortstondige Amerikaanse kabelnetwerk Odyssey Channel. Retrospectieven van Chase's werk, georganiseerd door The Silent Clowns Film Series, werden gehouden in 1999, 2001, 2006, 2008, 2018 en 2022 in New York.
Een marathon van geselecteerde Charley Chase-korte films uit het stille tijdperk werd in 2005 uitgezonden op het Amerikaanse kabeltelevisienetwerk Turner Classic Movies. Eind 2006 begon Turner Classic Movies de komedies uit het geluidstijdperk van Charley Chase uit te zenden. In januari 2011 waren verschillende van zijn geluidsfilms te zien tijdens het eerbetoon van Turner Classic Movies aan Hal Roach Studios.
In 2007 werd zijn film Mighty Like a Moose (1926) geselecteerd voor opname in de National Film Registry van de Library of Congress, waarmee de reputatie als een van de meest gevierde komedies van het stille tijdperk werd versterkt en Chase's status als pionier op het gebied van vroege filmkomedie werd versterkt. 
Kino International bracht in 2004 en 2005 twee Charley Chase dvd- volumes uit voor hun Slapstick Symposium-serie. De films kwamen uit archieven en verzamelaars over de hele wereld. In 2009 bracht VCI Entertainment Becoming Charley Chase uit, een dvd-boxset met de vroege stomme films van Charley Chase.
In 2013 bracht Sony Home Entertainment digitale restauraties uit van Charley Chase's twintig korte komedies voor Columbia Pictures (1937-40) als onderdeel van de dvd-serie "Columbia Choice Collection".
In 2018-2022 werd de volledige reeks van Charley Chase's korte komedies uit het geluidstijdperk voor Hal Roach, geproduceerd tussen 1929 en 1936, in drie delen op dvd uitgebracht door Kit Parker Films.